# Ian Mariano
Ian Mariano (Tamuning, Guam, 7 de octubre de 1990) es un futbolista guaminense que actualmente juega para el Rovers FC de la Liga de fútbol de Guam.

## Clubes
| Club                | País      | Año               |
| ------------------- | --------- | ----------------- |
| Guam Shipyard       | Guam      | 2007–2008         |
| Islanders           | Guam      | 2008–2010         |
| Cars Plus FC        | Guam      | 2010–2012         |
| Table 35 Espada     | Guam      | 2012              |
| Pachanga Diliman FC | Filipinas | 2013              |
| Rovers FC           | Guam      | 2013 - actualidad |

## Selección nacional
| Temporada | País | Partidos | Goles |
| --------- | ---- | -------- | ----- |
| 2007      | Guam | 4        | 0     |
| 2008      | Guam | 1        | 0     |
| 2009      | Guam | 6        | 1     |
| 2010      | Guam | 1        | 0     |
| 2011      | Guam | 5        | 0     |
| 2012      | Guam | 3        | 0     |
| 2013      | Guam | 5        | 1     |
| 2014      | Guam | 2        | 1     |
| 2015      | Guam | 1        | 0     |
| 2016      | Guam | 1        | 0     |
| 2019      | Guam | 5        | 0     |
| 2020      | Guam | -        | -     |